# Дицианин
Дицианин (1,1'-диэтил-2,4'-карбоцианин йодид) — органическое соединение, полиметиновый краситель с химической формулой C25H25N2I. Использовался в фотографии как оптический сенсибилизатор для ближнего инфракрасного диапазона.

## История
В 1903 году был опубликован патент, описывающий приготовление красителей путем действия щёлочи на соли 2- и 4-метилхинолина. Одна из них — соль 2,4-диметилхинолина — давала краситель, очувствляющий фотоэмульсии к красному и инфракрасному диапазону, и была выпущена на рынок фирмой Hoechst Dye Works под торговым именем дицианин. В дальнейшем эта же фирма смогла получить модификацию этого красителя с введёнными этокси-группами и большей чувствительностью к инфракрасным лучам. Модифицированный краситель получил название дицианин А. Но структура этих красителей оставалась неизвестной до 1924 года.
Несимметричные 2,4'-карбоцианины (несимметричные дицианины), относящиеся к полиметиновым красителям, были синтезированы в 1906 году фирмой MLB и до получения криптоцианина в 1919 году использовались как сенсибилизаторы для инфракрасной области. С помощью дицианинов удалось получить солнечные спектры с линиями вплоть до 985 нм.
Свойства криптоцианина, обеспечивающие качественную и интенсивную сенсибилизацию, а также позволившие наладить производство готовых инфракрасных фотоматериалов в заводских условиях, привели в итоге к полному вытеснению дицианинов из использования.
В 1924 году Миллз и Одамс показали, что красители под торговым названием «дицианин» относятся к карбоцианинам и являются 2,4'-карбоцианинами по своей структуре.

## Физические и химические свойства
Спектр поглощения имеет два максимума: первый на 656 нм и второй на 604 нм.
Водные и спиртовые растворы дицианина способны придавать фотографической эмульсии сенсибилизацию к красным и инфракрасным лучам. Максимум сенсибилизации лежит в границах 625—710 нм.
Растворы дицианина нестойкие и приходят в негодность в течение нескольких недель даже при хранении в темноте. Сам процесс сенсибилизации также нестабилен и создаёт трудности в получении качественных результатов. Сенсибилизация, создаваемая дицианином, очень слабая. Вызывает вуалирование фотоматериала. Криптоцианин, напротив, давал стабильные результаты, был лёгок в использовании и, помимо того, имел интенсивные полосы сенсибилизации между 700 и 800 нм с максимумом на 750 нм. Дицианин, в отличие от криптоцианина, нельзя вводить в эмульсию для получения готовых инфракрасных фотоматериалов, он может использоваться только в виде сенсибилизирующего раствора, применяемого незадолго до момента съёмки.

## Получение
Получают из йодэтилата 2,4-диметилхинолина и метилата натрия в метаноле.

## Применение
Использовался как сенсибилизатор для ближнего инфракрасного диапазона в фотографии. Для использования применяют разбавления 1:1000 (запасный раствор для хранения) и 1:60 000 (рабочий раствор для очувствления фотоматериалов). Фотоматериалы, очувствлённые только одним дицианином, не чувствительны к зелёному диапазону спектра и могут обрабатываться при свете зелёного лабораторного фонаря, применявшегося для панхроматических фотоматериалов.